# Live from Nowhere in Particular
Live from Nowhere in Particular è il terzo album dal vivo del musicista blues rock statunitense Joe Bonamassa, pubblicato nel 2008.

## Tracce
Disco 1
1. Bridge to Better Days – 5:28
2. Walk in My Shadows – 5:15
3. So Many Roads – 6:12
4. India/Mountain Time – 10:20
5. Another Kinda Love – 3:52
6. Sloe Gin – 7:22
7. One of These Days – 5:45

Disco 2
1. Ball Peen Hammer – 4:23
2. If Heartaches Were Nickels – 4:08
3. Woke Up Dreaming – 7:59
4. Django/Just Got Paid – 17:52
5. High Water Everywhere – 4:48
6. Asking Around for You – 7:24
7. A New Day Yesterday/Starship Trooper/Wurm – 7:50